# Halogénure aromatique

Chlorure de benzyle, un exemple d'halogénure aromatique

Les halogénure aromatiques sont une sous-famille des halocarbures, les composés organiques halogénés, qui en plus de comporter une liaison covalente carbone-halogène possèdent au moins  un cycle aromatique. 
Un sous-groupe important des halogénure aromatiques sont les halogénures d'aryle pour lesquels le ou les atome d'halogène substituent  des atomes d'hydrogène directement sur le cycle aromatique, comme c'est le cas par exemple du chlorobenzène ou du chlorotoluène.